# サムシングNOW
『サムシングNOW』（サムシングナウ）とは、かつて毎月第4土曜深夜（日曜未明）に TBSで放送されていたロック・フォークを中心とした音楽情報バラエティ番組である。

## 概要
1980年（昭和55年）4月26日の放送開始から、1982年（昭和57年）4月24日（いずれも土曜の日付）まで、TBSの土曜深夜番組枠（24時 - 24時55分）を「ザ・コンサート」「落語特選会」「漫才十八番」などの番組と月1回の週替りローテーションで計25回放送された（1981年4月から開始時間が24時05分に変更）。

## 出演者

### 司会
- 男性
  - シャネルズ
  - 所ジョージ
  - やしきたかじん
  - 江本孟紀
- 女性
  - 松原みき
  - 中島はるみ
  - スーザン

### ゲスト
- クールス
- プラスチックス
- ミスタースリムカンパニー
- ティナ
- シーナ&ザ・ロケッツ
- サンディエゴ
- もんた&ブラザーズ
- 滝ともはる
- ハウンド・ドッグ
- シグナル
- 水口晴幸
- ばんばひろふみ
- チャゲ&飛鳥
- ナサ
- ヒロスケ
- ジョイ
- ジャップスギャップス
- 五十嵐浩晃
- 横浜銀蝿
- 泉谷しげる
- 河合夕子
- スカイ
- 竹内まりや
- ザ・ヴィーナス
- ニック・ニューサ
- ブラックキャッツ
- バー
- 伊藤聖史
- シュガー
- 大橋恵里子

ほか